# 松田堯
松田 堯（まつだ たかし、1922年9月12日 - 2015年7月12日）は、岡山県出身の実業家（企業経営者）。元両備グループ代表（元代表取締役会長）。松田荘三郎西大寺鉄道元社長の息子で、松田基両備バス元会長の弟。
長年に渡って両備グループ代表を務め、小嶋光信とともに同グループの経営にあたってきたほか、自身の母校である慶應義塾大学が属する慶應義塾評議員や岡山県内の様々な公的団体・業界団体の長を務めるなど、公職も歴任している。
両備グループの経営に関しては、2011年5月に中核会社である両備ホールディングスの代表取締役会長職を社長である小嶋に譲り、自身は取締役名誉会長に就任するなど経営の第一線からは退きつつある。グループ企業各社についても同様で、2011年から2012年にかけて各社で名誉会長や相談役へ退いている。
2015年7月12日に老衰のため92歳で死去。

## 主な学歴
- 慶應義塾大学法学部政治学科卒業

## 主な経歴
- 岡山県交通安全協会会長
- 岡山県バス協会会長
- 両備バス社長
- 岡山電気軌道社長
- 岡山県貨物運送監査役

## 主な現職
- 両備ホールディングス 取締役名誉会長
- 両備システムズ 取締役名誉会長
- 両備システムイノベーションズ 取締役相談役
- リョービシステムサービス 取締役相談役
- 両備住宅 取締役名誉会長
- リョービツアーズ 取締役名誉会長
- 両備商事 取締役名誉会長
- 岡山電気軌道 取締役名誉会長
- 岡山交通 取締役名誉会長
- 岡山タクシー 取締役名誉会長
- 両備エネシス 取締役名誉会長

- 山陽ヤナセ 取締役（非常勤）
- 昭和被服総業 取締役
- 日本オリーブ 取締役

## 関係人物
- 小嶋光信（両備グループ代表・両備ホールディングス代表取締役会長）